# Phare de Grand-Bassam
Le phare de Grand-Bassam est un ancien phare devenu monument historique situé à Grand-Bassam, en Côte-d'Ivoire.

## Historique
La construction du phare débute en décembre 1913 et s’achève en février 1914. Il est mis en service en mars 1915, et remplace un feu fixe porté par une tour métallique installé en 1901.
Le phare cesse de fonctionner en 1951 avec la construction du phare de Port-Bouët à Abidjan.
Le 1er juillet 2012, le phare est inscrit au patrimoine mondial de l'UNESCO en même temps que la ville de Grand-Bassam.

## Caractéristiques
Le phare est une tour ronde en maçonnerie de 17 ou 24 mètres de haut, typique de l’architecture militaire de l’époque. Il est situé à 1 500 mètres au nord du débarcadère du wharf océanique. Il a un feu blanc à éclats toutes les 5 secondes d’une portée de 18 milles nautiques.